# Todor Gečevski
Todor Gečevski (mazedonisch Тодор Гечевски; * 28. August 1977 in Kavadarci, SR Mazedonien) ist ein mazedonischer Basketballspieler. Gečevski spielte bis 2002 zunächst in seinem Heimatland und kehrte nach Stationen in Italien und Deutschland 2004 kurzzeitig dorthin zurück. Nachdem er fünf Jahre in Kroatien beim KK Zadar aktiv gewesen war, wechselte er 2009 nach Griechenland und spielte für PAOK in Thessaloniki. Seit 2011 spielt er wieder in seinem Heimatland für KK MZT aus der Hauptstadt Skopje.

## Vereinskarriere
Gečevski wechselte 1999 von seinem Stammverein in seiner Heimatstadt zum Klub nach Gostivar, mit dem er im Jahr 2000 die nationale mazedonische Meisterschaft gewann. Im Dezember 2000 verließ er den Verein und wechselte zu KK MZT in die mazedonische Hauptstadt Skopje, mit denen er den nationalen Pokal 2001 gewann. Anschließend kehrte für eine weitere Spielzeit nach Gostivar zurück. 2002 wechselte er erstmals ins Ausland und spielte in der italienischen Lega Basket Serie A für Air Avellino. Für die folgende Spielzeit wechselte er in die deutsche Basketball-Bundesliga zu Brandt Hagen, die jedoch im Dezember 2003 Insolvenz anmelden und den Spielbetrieb einstellen mussten. Daraufhin kehrte er nach Mazedonien zurück und spielte diesmal für KK Rabotnički in Skopje, mit denen er 2004 das mazedonische Double gewann.
Für die Spielzeit 2004/05 wechselte er zum Basketballklub aus Zadar in Kroatien, wo er bis 2009 spielte. 2005 konnte er gleich wieder ein nationales Double gewinnen, diesmal in Kroatien mit KK Zadar. Nach zwei weiteren kroatischen Pokalsiegen 2006 & 2007 gewann man 2008 eine weitere kroatische Meisterschaft. In der Adria-Liga war das weiteste Vordringen ein Halbfinaleinzug 2008. Im Eurocup 2008/09 erreichte er mit Zadar das Elite-Eight-Finalturnier in Turin, wo man im Viertelfinale gegen Iurbentia Bilbao ausschied. Gečevski wurde als bester Spieler auf seiner Position in diesem Wettbewerb ins All-Eurocup-First-Team berufen. Anschließend wechselte er ins mazedonische Nachbarland Griechenland zu PAOK Thessaloniki. Mit PAOK konnte er 2011 den dritten Platz in der griechischen Meisterschaft belegen.

## Nationalmannschaft
Noch zu Spielzeiten von Petar Naumoski nahm Gečevski mit der mazedonischen Nationalmannschaft an der EM-Endrunde 1999 teil. Bei dieser Endrunde schied man mit drei Niederlagen in der Vorrunde aus. Erst zehn Jahre später gelang erneut die Qualifikation für eine Endrunde. Bei der EM 2009 in Polen erreichte man die Zwischenrunde und schied trotz eines Sieges gegen die deutsche Basketballnationalmannschaft aus. Zwei Jahre später war man erneut qualifiziert und drang, angeführt vom naturalisierten Bo McCalebb, trotz einer Auftaktniederlage in der Verlängerung gegen die montenegrinische Basketballnationalmannschaft nach sechs aufeinanderfolgenden Siegen bis in die Finalrunde vor, wo man im Viertelfinale Gastgeber Litauen bezwingen konnte. Es folgten jedoch zwei Niederlagen, so dass man eine Medaille knapp verpasste. Die Finalrunde findet jedoch ohne Kapitän Gečevski statt, der verletzungsgeplagt sein letztes Spiel in der Zwischenrunde absolvierte.